# 三統曆
《三統曆》是中国古代曆法，西汉劉歆修订《太初曆》而成，屬於陰陽曆。漢章帝元和二年（85年）被《四分曆》取代。
《三統曆》是根据三統說而来，即天統为夏朝、地統为商朝、人統为周朝。推算上元積年的制曆方法始於三統曆，一直到授時曆才被廢除。

## 三統說
三統說，亦稱三正說，西漢董仲舒關於歷史循環論之理論。「三正」，謂三代之正朔，「正」，指一歲之首，即曆法正月，「朔」，指一月之始，即初一日。「正朔」有黑白赤三統，如夏朝以黑為統，以建寅之月為正月，以平旦為朔。如此循環不已，每一朝代之始，均應例「改正朔，易服色」，以順天意，表明王者受命於天各統一正。

## 文內注釋
- 《哲學大辭典》馮契編

1. ↑  曲安京. . 2005.